# Chleba i róż

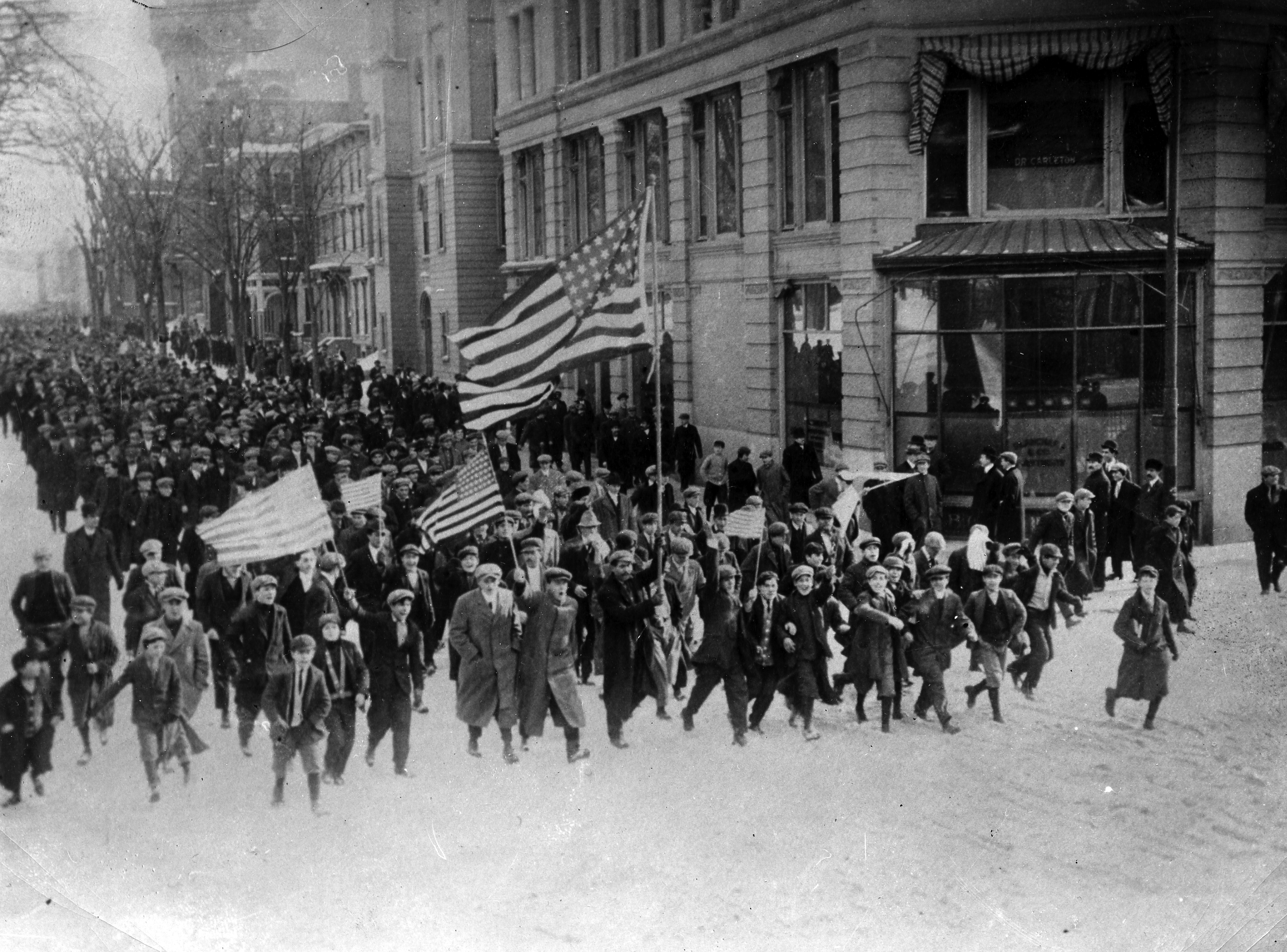
Strajk włókniarek w Lawrence (1912)

Chleba i róż – hasło polityczne powstałe w 1910 oraz tytuł związanych z nim wiersza (1911) i piosenki.

## Geneza
Hasło „Chleba i róż” pochodzi z przemówienia wygłoszonego, w ramach kampanii prowadzonej na rzecz nadania prawa kobiet do głosowania, w czerwcu 1910 przez amerykańską sufrażystkę – Helen Todd, która przemawiała na temat warunków pracy i płac kobiet. Wers przemówienia „bread for all, and roses too” (pol. chleb dla wszystkich, a także róże) stał się inspiracją dla wiersza „Bread and Roses” Jamesa Oppenheima opublikowanego w „The American Magazine” w grudniu 1911 z podpisem: „Chleb dla wszystkich, a także róże – motto kobiet na Zachodzie”. Następnie hasło to pojawiało się podczas strajku tekstylnego w Lawrence w okresie od stycznia do marca 1912. Strajk ten określany jest jako: „Strajk Chleba i Róż”. W strajku brało udział ok. 10 tys. robotnic. Uczestniczki strajku wykrzykiwały to hasło, nie godząc się na złe warunki pracy i niskie zarobki. Protest zakończył się sukcesem.

## Kultura
W 1917 Caroline Kohlslaat skomponowała muzykę do wiersza Oppenheima. W 1974 muzyka została ponownie skomponowana przez Mimi Fariñę. Do muzyki skomponowanej przez Fariñę swoje wersje piosenki nagrywali m.in.: Judy Collins, Ani DiFranco, Utah Phillips i Josh Lucker.

## Wiersz
As we come marching, marching, we battle, too, for men
For they are women’s children and we mother them again.
Our days shall not be sweated from birth until life closes
Hearts starve as well as bodies: Give us Bread, but give us Roses.
As we come marching, marching, unnumbered women dead
Go crying through our singing their ancient song of Bread;
Small art and love and beauty their trudging spirits knew
Yes, it is Bread we fight for – but we fight for Roses, too.
As we come marching, marching, we bring the Greater Days
The rising of the women means the rising of the race.
No more the drudge and idler – ten that toil where one reposes
But a sharing of life’s glories: Bread and Roses, Bread and Roses.
– James Oppenheim, 1911.